# European Trade Union Institute for Research
Das European Trade Union Institute for Research (ETUI), dt. Europäisches Gewerkschaftsinstitut (EGI), ist eine gewerkschaftsnahe Einrichtung mit Sitz in Brüssel. Es ging im April 2005 aus dem Zusammenschluss des bereits 1978 gegründeten European Trade Union Institute (ETUI), des European Trade Union College (ETUCO) und des European Trade Union Technical Bureau for Health and Safety (TUTB) hervor. Es wird von der Europäischen Union finanziell gefördert.
Innerhalb des ETUI gibt es drei spezialisierte Sektionen. Die Forschungsabteilung (ETUI Research Department) betreibt wissenschaftliche Forschung auf dem Gebiet der Sozioökonomie und der industriellen Beziehungen, beispielsweise zur Arbeitsweise Europäischer Betriebsräte und den Formen betrieblicher Arbeitnehmerbeteiligung in einzelnen europäischen Ländern. Die Bildungsabteilung (ETUI Education Department) bietet Aus- und Fortbildung im Bereich der praktischen Gewerkschaftsarbeit an. Das ETUI Working Conditions, Health and Safety Department beschäftigt sich mit der Umsetzung europäischer Arbeitsschutzstandards. Das ETUI ist zwar vom Europäischen Gewerkschaftsbund (EGB) unabhängig, fungiert aber als dessen „Denkfabrik und wissenschaftlicher Dienstleister.“
Das ETUI unterhält eine Datenbank mit rund 42 000 Quellen (Labourline). Außerdem gibt es das Journal for Labour and Social Affairs in Eastern Europe (SEER) heraus.
Die Plattform "worker-participation.eu" enthält Länder-Informationen u. a. zu Gewerkschaften, Tarifverhandlungen, Unternehmensmitbestimmung.